# Litzendorf
Litzendorf è un comune tedesco di 6 129 abitanti, situato nel land della Baviera.
|  |  | Kunigundenruh | 2 abitanti     |
|  |  | Litzendorf    | 1 492 abitanti |
|  |  | Lohndorf      | 385 abitanti   |
|  |  | Melkendorf    | 757 abitanti   |
|  |  | Naisa         | 747 abitanti   |
|  |  | Pödeldorf     | 1 753 abitanti |
|  |  | Schammelsdorf | 784 abitanti   |
|  |  | Tiefenellern  | 210 abitanti   |

|             |           |            |                              |              |                |
| Memmelsdorf | Scheßlitz | Königsfeld | Heiligenstadt in Oberfranken | Strullendorf | Hauptsmoorwald |